# نيكولاس كورديرو (لاعب كرة قدم)
نيكولاس كورديرو (بالإسبانية: Nicolás Cordero) هو لاعب كرة قدم أرجنتيني في مركز الهجوم، ولد في 11 أبريل 1999 في بوينس آيرس في الأرجنتين. لعب مع هوراكان.

## وصلات خارجية
- نيكولاس كورديرو على موقع قاعدة بيانات كرة القدم.إي يو (الإنجليزية)
- نيكولاس كورديرو على موقع Soccerway.com (الإنجليزية)
- نيكولاس كورديرو على موقع عالم كرة القدم.نت (الإنجليزية)